# Ринчинов, Солбон Раднаевич
Солбон Раднаевич Ринчинов (26 марта 1936, Хилгана, Баргузинский район, Бурят-Монгольская АССР, РСФСР — 15 июля 2014, Улан-Удэ, Бурятия) — народный художник Российской Федерации (1999), член-корреспондент Российской академии художеств (2012), лауреат Государственных премий Республики Бурятия.

## Биография
Родился в селе Хилгана Баргузинского района Бурят-Монгольской АССР. В 1966 году окончил Ленинградское высшее художественно-промышленное училище имени Веры Мухиной.
Автор картин «Жаворонки поют», «Семья. Тоонто», «Делегация хори-бурят на приеме у Петра Великого» и многих других (всего около 300 живописных и графических работ).
С 1971 года член Союза художников СССР. В 1971—1974 председатель Союза художников Бурятской АССР.
Скончался 15 июля 2014 года, похоронен в столице Бурятии 18 июля.

## Награды
- Народный художник Российской Федерации (1999).
- Заслуженный художник РСФСР (1986).
- Народный художник Бурятской АССР (1979).
- Государственные премии Республики Бурятия.